# Mark Richardson
Mark Ashton Richardson (Slough, 26 de julho de 1972) é um ex-velocista britânico especializado nos 400 m rasos. Foi campeão mundial do revezamento 4x400 m no Campeonato Mundial de Atletismo de 1997 em Atenas, Grécia e medalhista olímpico de prata na mesma prova em Atlanta 1996 e Barcelona 1992.
Inicialmente a equipe britânica do 4x400 m formada por Richardson, Roger Black, Iwan Thomas e Jamie Baulch, chegou em segundo lugar atrás do revezamento dos EUA, em Atenas 1997. Em 2008, Antonio Pettigrew, um dos integrantes daquele revezamento dos EUA, testemunhou contra o seu ex-treinador Trevor Graham - ex-velocista e medalhista olímpico - no caso BALCO, um escândalo de dopagem ocorrido entre atletas dos Estados Unidos em 2002. Pettigrew admitiu que competiu dopado entre 1997 e 2001, incluindo o Campeonato Mundial de Atenas. A equipe americana foi desclassificada  e as medalhas de ouro entregues aos britânicos. 
Em 1999, Richardson recebeu uma suspensão de dois anos após testar positivo para nandrolona, um esteroide anabolizante; mesmo alegando desconhecimento da ingestão da substância, aceitou a suspensão e não pode competir nos Jogos de Sydney 2000. Ele voltou a competir após a suspensão em 2001, mas não mais repetiu as performances anteriores, nem mostrou o potencial que o fez ser um dos poucos velocistas a ter derrotado o norte-americano Michael Johnson nos 400 metros, o que ele fez em 1998. Nunca ganhou uma medalha de ouro individual e se retirou do esporte em 2003 após uma lesão no tendão de Aquiles.